# Кисельов Іван Іванович (генеральний директор)
Іван Іванович Кисельов (нар. 23 вересня 1917, місто Юр'євець, тепер Івановської області, Російська Федерація — 12 липня 2004, місто Нижній Новгород, Російська Федерація) — радянський діяч, генеральний директор Горьковського автомобільного заводу. Член ЦК КПРС у 1961—1986 роках. Герой Соціалістичної Праці (22.08.1966). Депутат Верховної ради РРФСР.

## Життєпис
Народився в родині робітника. У 1932 році закінчив середню школу в місті Юр'євці. У 1932—1937 роках — учень Горьковського автомеханічного технікуму.
У 1937—1954 роках — технолог, начальник бюро нормативів, начальник технічного нагляду, начальник цеху ріжучого інструменту, заступник начальника моторного корпусу із технічної частини Горьковського автомобільного заводу імені Молотова.
Член ВКП(б) з 1944 року.
У 1945 році закінчив вечірній політехнічний інститут в місті Горькому.
У 1954—1958 роках — заступник головного інженера із підготовки виробництва, головний інженер Горьковського автомобільного заводу. 
З 19 березня 1958 по липень 1971 року — директор Горьковського автомобільного заводу. З липня 1971 по 27 липня 1983 року — генеральний директор Горьковського автомобільного заводу (виробничого об'єднання ГАЗ).
Указом Президії Верховної Ради СРСР від 22 серпня 1966 року за великий внесок в технічне переозброєння автомобільної промисловості, освоєння нових моделей вантажних і легкових автомобілів Кисельову Івану Івановичу було присвоєно звання Героя Соціалістичної Праці з врученням ордена Леніна і золотої медалі «Серп і Молот».
З липня 1983 року — персональний пенсіонер союзного значення в місті Горькому (Нижньому Новгороді).
Помер 12 липня 2004 року. Похований в Нижньому Новгороді на Старому Автозаводському кладовищі.

## Нагороди і звання
- Герой Соціалістичної Праці (22.08.1966)
- три ордени Леніна (22.08.1966, 5.04.1971, 31.03.1981)
- орден Жовтневої Революції (11.03.1976)
- орден Трудового Червоного Прапора (9.01.1952)
- медаль «За трудову доблесть» (16.09.1945)
- медалі
- Державна премія СРСР (1970)
- Ленінська премія (1966)
- Почесний громадянин міста Горького (Нижнього Новгороду) (15.09.1983)